# Veljko Simić
Veljko Simić (serbisch-kyrillisch Вељко Симић; * 17. Februar 1995 in Lazarevac) ist ein serbischer Fußballspieler, der aktuell bei Omonia Nikosia unter Vertrag steht.

## Karriere

### Verein
Simić absolvierte seine Fußballlehre beim serbischen Rennomierverein FK Roter Stern Belgrad und sollte auf die Spielzeit 2012/13 in den Kader der ersten Mannschaft nachrücken. Doch der defensive Mittelfeldspieler und Rechtsfüßer Simić lehnte die damit verbundene Vertragsverlängerung ab, weshalb er auch sein letztes Vertragsjahr im Nachwuchs der Belgrader verbringen musste.
Am 1. März 2013 wurde bekannt, dass der 18-jährige Simić beim Schweizer Super-League-Verein FC Basel einen Fünfjahresvertrag mit Beginn 1. Juli 2013 und Ende 30. Juni 2018 unterschrieben hat. Simić sollte ein Jahr in der Nachwuchsmannschaft des FC Basel verbringen und dann in den Kader der ersten Mannschaft aufgenommen werden. Überraschend sowohl für die Vereinsleitung wie auch für die Öffentlichkeit wurden diese Pläne jedoch vom Bundesamt für Migration durchkreuzt, das dem jungen Talent keine Niederlassungs- und Arbeitsbewilligung in der Schweiz zugestand. Simić stammt von einem sogenannten Drittstaat und kommt somit nicht in den Genuss der Freizügigkeitsregelung innerhalb der Europäischen Union und EFTA. Auch die existierende Ausnahmeregelung für Profifußballer, auf die sich der FC Basel berief, konnte laut Bundesamt nicht angewendet werden, da sie voraussetzt, dass „der Spieler während mindestens eines Jahres regelmässig an nationalen Meisterschaften auf höchstem Niveau eingesetzt wurde“. Nachdem das Bundesverwaltungsgericht dieses Verdikt bestätigt hatte, wurde Veljko Simić für die Spielzeit 2014/2015 an den slowenischen Erstligisten NK Domžale ausgeliehen, wo er in 17 Einsätzen die erforderliche Wettspielpraxis erwerben konnte. Anfang Juli 2015 erteilte die Behörde die Arbeitsbewilligung  schließlich und Simić wurde auf die Spielzeit 2015/16 in den Kader der A-Mannschaft des FC Basel berufen, wurde aber nicht eingesetzt. Für die Rückrunde wurde er an den Challenge-Ligue-Club FC Schaffhausen ausgeliehen. Danach wechselte er zum FC Chiasso, wo er als Stammspieler zu 33 Einsätzen kam und dabei vier Tore schoss. Danach wechselte er zum FC Winterthur. Diesen verließ er jedoch aus persönlichen Gründen jedoch nach nur zwei Monaten wieder und kehrte in seine Heimat zurück, um einen neuen Vertrag beim FK Zemun zu unterschreiben. 2018 wechselte er zurück zu seiner Jugendmannschaft Roter Stern Belgrad und 2021 zum FK Vojvodina.
Im Juli 2023 wechselte er nach Zypern zu Omonia Nikosia.

### Nationalmannschaft
Simić spielte für die serbische U-17- und U-19-Mannschaft. Zurzeit steht er im Kader der U-20-Mannschaft, verpasste allerdings die U-20 Weltmeisterschaft 2015 in Neuseeland bei der Serbien Weltmeister wurde, wegen eines Außenbandrisses im Knie.

## Erfolge
- Serbischer Meister (3): 2018/19, 2019/20 und 2020/21